# Un Noël chez les Loud
Série Bienvenue chez les Loud
Séries : Bienvenue chez les Loud et Bienvenue chez les Casagrandes / Film : Bienvenue chez les Loud, le film Film : Halloween chez les Loud / Série : Une famille vraiment Loud
Pour plus de détails, voir Fiche technique et Distribution.
Un Noël chez les Loud (A Loud House Christmas) est un téléfilm américain tiré de la série Bienvenue chez les Loud, créé par Chris Savino. Il a été diffusé le 26 novembre 2021 sur Nickelodeon aux États-Unis et en France le 11 décembre 2022 sur Nickelodeon France, le 6 décembre 2023 sur Nickelodeon Teen ainsi que le 24 décembre 2023 sur Gulli.

## Synopsis
Lincoln Loud prépare un Noël inoubliable pour sa famille, jusqu'à ce qu'il découvre que la plupart de ses sœurs ont prévu d'être ailleurs pour le grand jour. Déterminé à rappeler à sa famille qu'ils ont besoin d'être tous ensemble, Lincoln et son meilleur ami Clyde McBride se lancent dans une mission visant à préserver les traditions familiales de Noël en lançant une fausse actualité dans les infos en créant une maquette véhicule mi Requin et Mi Crocodile nommé Requinodile et après cette fausse annonce il y a Rip Hardcore qui fait son apparition et qui va pourchasser le Requinodile sans se rendre compte que c'est une mise en scene.

## Fiche technique
Genre : comédie , Aventure

## Distribution
- Wolfgang Schaeffer (VF : Nathalie Bienaimé) : Lincoln Loud
- Jahzir Bruno (VF : Audrey Sablé) : Clyde McBride
- Lexi DiBenedetto (VF : Caroline Mozzone) : Lori Loud
- Dora Dolphin (VF : Claire Baradat) : Leni Loud
- Sophia Woodward (VF : Patricia Legrand) : Luna Loud
- Catherine Ashmore Bradley (VF : Leslie Lipkins) : Luan Loud
- Morgan McGill (VF : Marie Facundo) : Lynn Loud
- Aubin Bradley (VF : Magali Rosenzweig) : Lucy Loud
- Mia Allan (VF : Frédérique Marlot) : Lana Loud
- Ella Allan (VF : Jessica Barrier) : Lola Loud
- Lexi Janicek (VF : Caroline Combes) : Lisa Loud
- Charlotte Ann Tucker et Lainey Jane Knowles (VF : Caroline Combes) : Lily Loud
- Catherine Taber : Katherine Mulligan
- Muretta Moss (VF : Emma Clavel) : Rita Loud
- Brian Stepanek (VF : Philippe Roullier) : Lynn Loud Sr.
- Matt Van Smith (VF : François Créton) : Bobby Santiago
- Zoë DuVall (VF : Virginie Kartner) : Sam Sharp
- Justin Michael Stevenson (VF : Philippe Roullier) : Howard McBride
- Marcus Folmar (VF : François Créton) : Harold McBride
- Bill Southworth : Pop-Pop
- Jill Jane Clements : Scoots
- Gail Everett-Smith : Nana Gayle
- Jeff Bennett : Voix de Mick Swagger
- Brian Patrick Wade : Rip Hardcore
- John Mullins : Mall Santa
- Garrett Hammond : Bill le livreur
- Kathleen Shugrue : Audrey Hoffman
- Sharon Frank : Résidente de la maison de retraite de Sunset Canyon
- Joy A. Kennelly : Client
- Courtney Mason : Entraineur de l'Université Fairway

## Production
Le 19 février 2020, un téléfilm en prise de vues réelles est annoncé en cours de développement pour la saison 2020-2021. Intitulé A Loud House Christmas, il  est diffusé le 26 novembre 2021 sur Nickelodeon. Le 24 mars 2022, Shauna Phelan, vice-présidente de Nickelodeon et Awesomeness Live-Action, annonce qu'une série live en 10 épisodes est en préparation, à la suite du succès du téléfilm. Cette série, intitulée Une famille vraiment Loud (The Really Loud House), est diffusée depuis le 3 novembre 2022 sur Nickelodeon.